# پارک ملی ضامن آهو
پارک ملی ضامن آهو یکی از پارک‌های ملی ایران است که در استان خراسان شمالی قرار دارد. این پارک ملی در سال ۱۳۹۲ با ارتقای بخشی از محدوده امن پناهگاه حیات وحش میاندشت در شهرستان جاجرم با مساحت تقریبی ۱۶٬۰۰۰ هکتار به عنوان بیست و نهمین پارک ملی ایران معرفی و در روزنامه رسمی کشور به ثبت رسید. با این ارتقا، استان خراسان شمالی دارای سه پارک ملی، چهار منطقه حفاظت‌شده، یک پناهگاه حیات وحش و سه اثر طبیعی ملی شد.
وجود گونه‌های منحصر به‌فرد گیاهی و جانوری نادر و در خطر انقراض از جمله یوزپلنگ آسیایی، تنوع زیستی و اکوسیستمی، توانمندی‌های گردشگری و تثبیت ماسه‌های روان در این منطقه نیمه بیابانی از ویژگی‌های این پارک ملی است. انواع آهو، یوزپلنگ، گرگ، روباه معمولی، شاه روباه، قوچ و میش وحشی، کفتار، شغال، گراز، گربه دشتی، کاراکال، گراز، گربه دشتی، هوبره، کبک، تیهو، باقرقره، عقاب طلایی، عقاب دشتی، سارگپه، دلیجه، از گونه‌های مهم موجود در پارک ملی ضامن آهو هستند.